# Thomas Perry
Thomas Perry (ur. 1 stycznia 1947 w Tonawandzie w hrabstwie Erie) – amerykański pisarz, autor powieści sensacyjnych oraz scenarzysta i producent telewizyjny. W 1983 otrzymał Edgar Award za debiut powieściowy The Bucher's Boy.

## Twórczość

### Powieści
Cykl The Bucher's Boy
- The Butcher's Boy (1982)
- Sleeping Dogs (1992)
- The Informant (2011)

Cykl z Jane Whitefield
- Vanishing Act (1995)
- Dance for the Dead (1996)
- Shadow Woman (1997)
- The Face-Changers (1998)
- Blood Money (2000)
- Runner (2008)
- Poison Flower (2012)

Inne
- Metzger's Dog (1983)
- Big Fish (1985)
- Island (1987)
- Death Benefits (2001)
- Pursuit (2001)
- Dead Aim (2002)
- Nightlife (2006)
- Silence (2007) – wyd. pol. Milczenie, Rebis 2009, ISBN 978-83-7510-079-2
- Fidelity (2008)
- Strip (2010)